# Hans Ulrich Saas
Hans Ulrich Saas, né le 21 septembre 1916 à Winterthour dans le canton de Zurich et mort le 15 octobre 1997, à Sanary-sur-Mer, en France, est un artiste-peintre suisse.

## Biographie
Membre du « Groupe artistique de Winterthur », puis du « Groupe des Corps Saints », il puisa son inspiration lors de ses différents voyages et dans les courants artistiques du XXe siècle, de la peinture figurative des paysages et natures mortes, au surréalisme empli de symboles personnels.

## Expositions
- 1950 : 1re  fois à la galerie Bettie Thommen, Bâle (y retournera plusieurs fois)
- 1952 : Musée Rath, Genève
- 1961 : Musée Allerheiligen, Schaffhouse
- 1964 : Galerie im Weissen Haus, Winterthour
- 1965 : Galerie del Milione, Milan
- 1966 : Galerie Läubli, Zurich
- 1967 : Galerie im Weissen Haus, Winterthour
- 1970 : Kunstmuseum Winterthour
- 1972 : Galerie im Weissen Haus, Winterthour
- 1974 : Galerie im Weissen Haus, Winterthour
- 1976 : Kunstsalon Wolfsberg, Zurich
- 1981 : Galerie im Weissen Haus, Winterthour
- 1986 : Kunstmuseum Winterthour (rétrospective pour ses 70 ans)

## Sources
- Site officiel
- « Hans Ulrich Saas », sur SIKART Dictionnaire sur l'art en Suisse.
- https://commons.wikimedia.org/wiki/File:Saas_Hans_Ulrich.JPG
- https://commons.wikimedia.org/wiki/File:Saas_Hans_Ulrich_1950.JPG